# Savignone

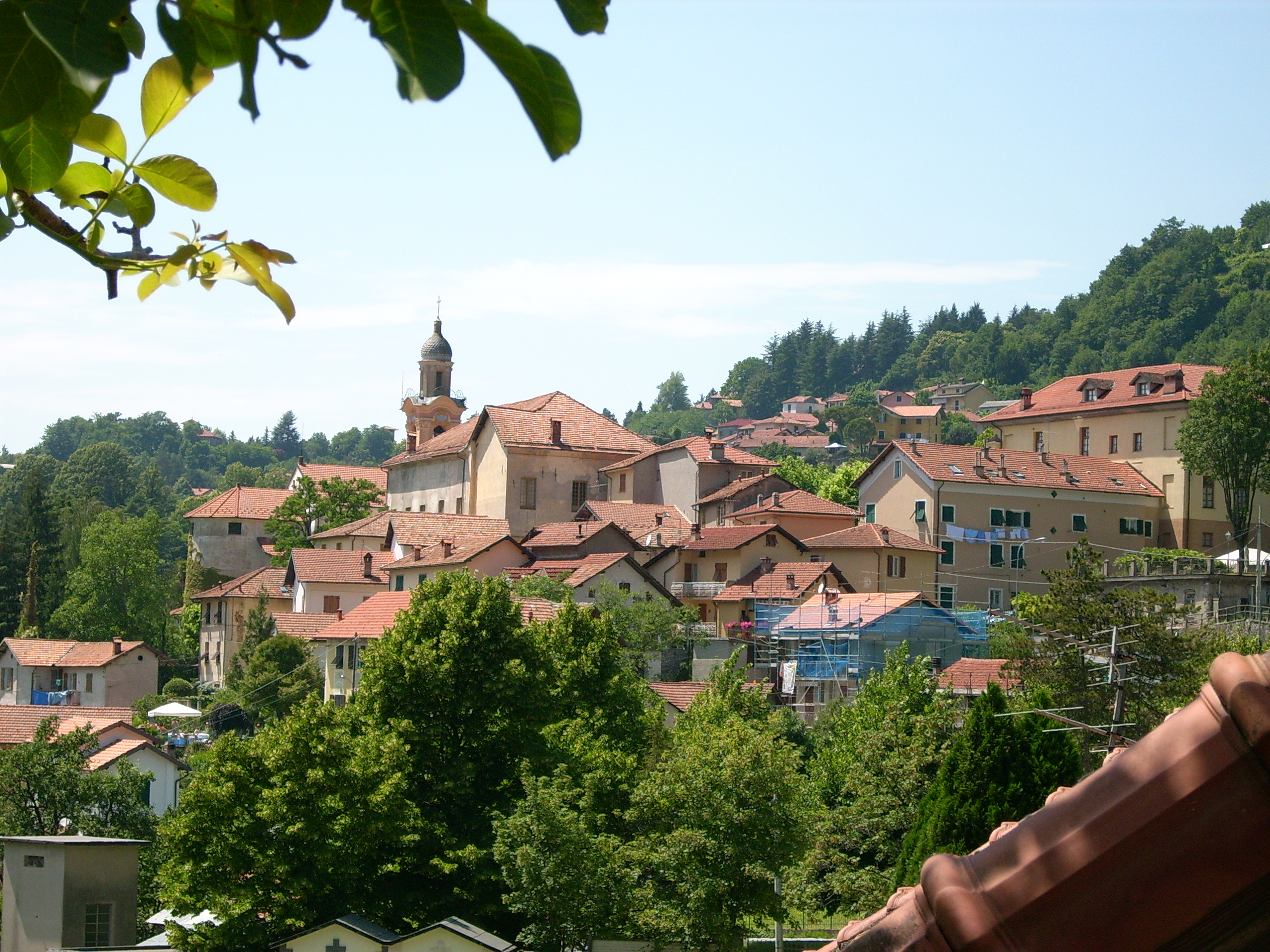
Savignone

Savignone – miejscowość i gmina we Włoszech, w regionie Liguria, w prowincji Genua.
Według danych na rok 2004 gminę zamieszkiwały 3122 osoby, 148,7 os./km².